# Havila Shipping
Havila Shipping ASA ist eine norwegische Reederei mit Sitz in Fosnavåg in der westnorwegischen Gemeinde Herøy im Fylke Møre og Romsdal. Sie ist Teil der Havila Group.

## Geschichte
Die Reederei wurde 2002 gegründet und ist seit 2005 an der Börse in Oslo notiert. Havila Shipping besaß Ende 2017 23 Spezialschiffe, darunter Versorgungsschiffe für Ölbohrplattformen und Arbeitsschiffe für die Ölindustrie.